# Cua de ventall d'Arafura
El cua de ventall d'Arafura (Rhipidura dryas) és un ocell de la família dels dicrúrids (Dicruridae).

## Hàbitat i distribució
habita zones boscoses de les illes Petites de la Sonda, sud de Nova Guinea i illes properes, i nord d'Austràlia.